# Vermondo Di Federico
Vermondo Di Federico (Piccianello, 16 gennaio 1924 – Arischia, 11 giugno 1944) è stato un militare e partigiano italiano.

## Biografia
Non era arruolato nell'11º Reggimento di Fanteria "Forlì", come riportato da un sito e riproposto acriticamente per mancanza di informazioni, in quanto tale unità era dislocata in Grecia e quindi per lui sarebbe stato impossibile tornare al paese d'origine dopo l'armistizio dell'8 settembre 1943, come effettivamente avvenne. In ogni caso era sotto le armi in quel convulso periodo. A Piccianello (Pescara) aderì quindi alla banda partigiana creata dall'italo-americano Renato Berardinucci che operava nell'area vestina. Dopo la ritirata tedesca, nel giugno del 1944, alcuni partigiani, guidati dallo stesso Berardinucci, cercarono di raggiungere i Patrioti della Maiella, ma vennero consegnati da un delatore ai tedeschi che li fucilarono nel cimitero di Arischia. Prima della scarica letale lui e Berardinucci si scagliarono contro il plotone di esecuzione, permettendo la fuga dei compagni Giuseppe Padovano e Umberto Collepalumbo. Per questo gesto vennero insigniti di medaglia d'oro al valor militare alla memoria.

## Riconoscimenti
- Il Comune di Pescara gli ha intitolato una via.